# Jakob Becker

Jakob Becker, född 15 mars 1810 i Dittelsheim bei Worms i Tyskland, död 22 december 1872 i Frankfurt am Main i Tyskland, var en tysk konstnär.

## Biografi
Jakob Becker fick sin första utbildning hos en föga känd kontnär i Worms. 1826 gick han till Frankfurt am Main där han fick en anställning som litograf. Han blev vän med konstnären Jakob Fürchtegott Dielmann och skapade tillsammans med honom ett litografisk album med panoramavyer av Rhenfloden från Mainz till Koblenz. 1833 reste han till Düsseldorf och blev elev vid Kunstakademie Düsseldorf. 1838 gifte han sig med Becky Wally Müller, syster till hans vän Wolfgang Müller. 1842 utnämndes Jakob Becker till professor vid Städelsches Kunstinstitut i Frankfurt. Där undervisade han i genre- och landskapsmåleri. 1872 avgick han på grund av sjukdom.

## Verk
Jakob Becker började sin karriär som litograf. Efter att han börjad måla, inriktade han sig främst på landskaps- och genremåleri i en romantisk tradition. Det finns också några porträt av honom.

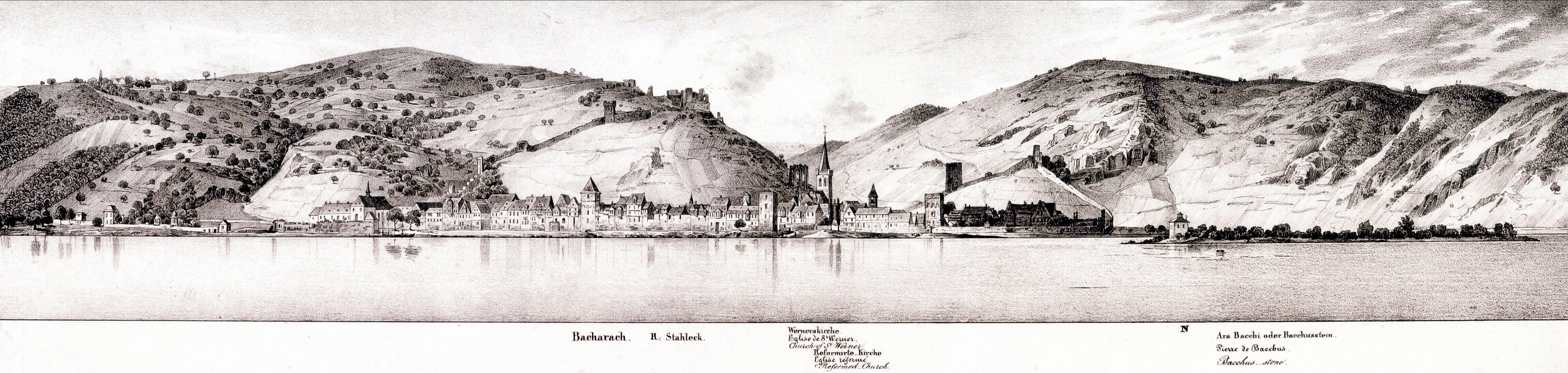
Bacharach 1833, litografi
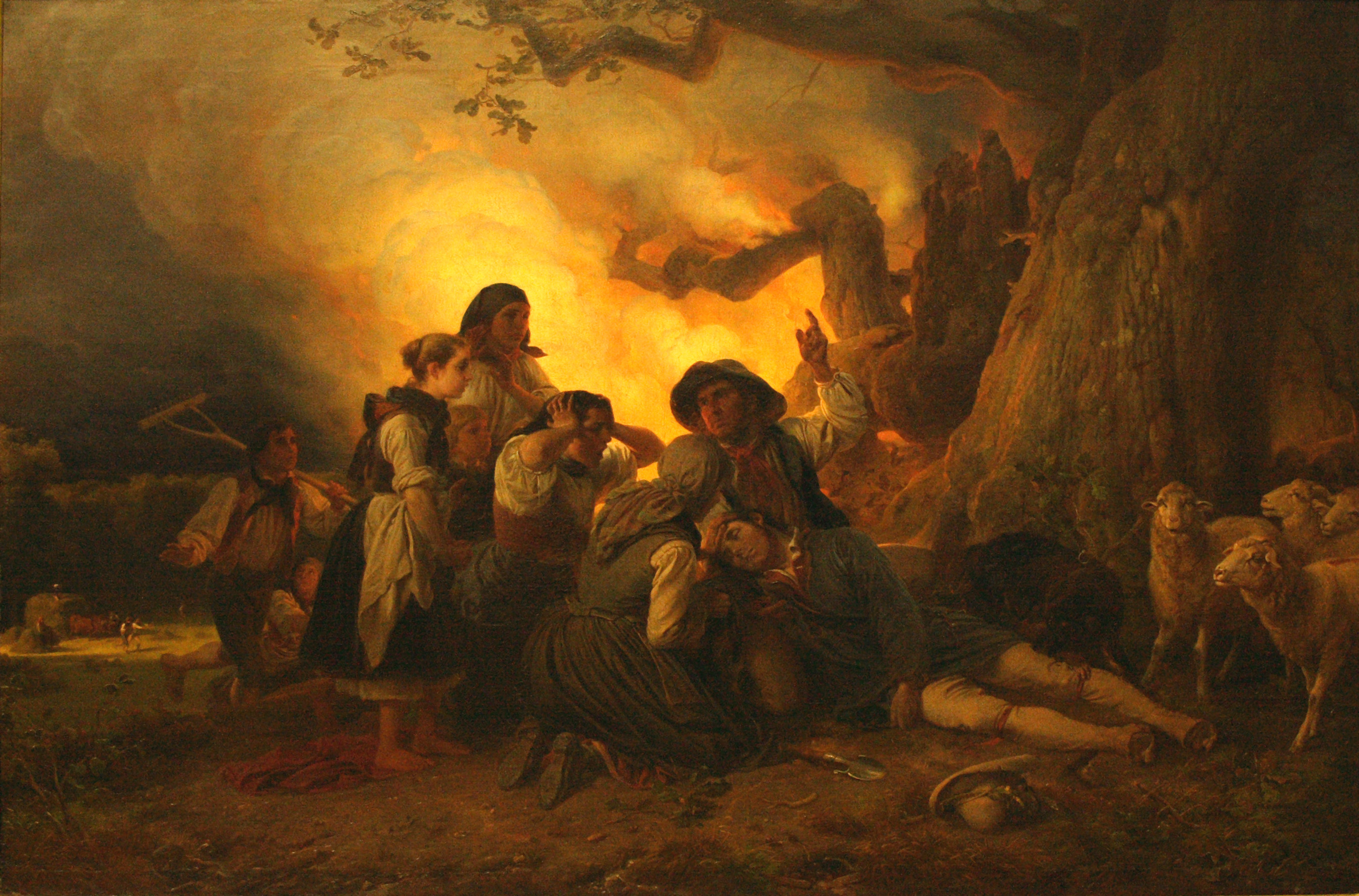
Herde, träffad av blixten, 1844 Städelmuseum
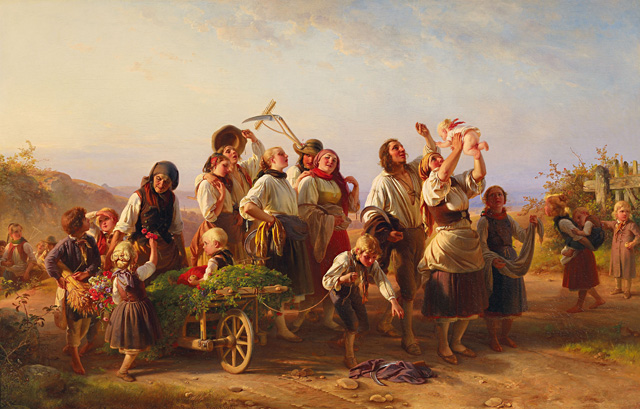
Hemvändande skördefolk, privat samling
Hessisk bondflicka, Städelmuseum